# Poljska
Republika Poljska  je obmorska država v Srednji Evropi, leži med Nemčijo na zahodu, Češko in Slovaško na jugu, Ukrajino in Belorusijo na vzhodu, ter Baltskim morjem, Litvo in Rusijo (v obliki kaliningrajske eksklave) na severu. Meri 312.679 km² in ima okoli 38 milijonov prebivalcev (2020). Njen položaj in dostopnost sta pomenila, da se je na njenem ozemlju bilo mnogo vojn, skozi stoletja so se zato njene meje znatno spreminjale.
Državno ime Poljska (Polska) je bilo prvič uporabljeno v 11. stoletju, izhaja pa iz imena plemena Polanie, ki se je na območju med Odro in Vislo naselilo po propadu Rimskega cesarstva v 5. stoletju.

## Zgodovina
Zgodovina poljske države sega v 10. stoletje, ko so se na ozemlju današnje Poljske začele združevati etnične skupine pod upravo dinastije Pjastov. V 12. stoletju je prej enotna država razpadla na več manjših teritorijev, ki so bili leta 1241 razdejani v napadu tatarsko-mongolske Zlate horde. Pod dinastijo Jageloncev je Poljska stopila v zavezništvo s sosednjo Veliko litovsko kneževino, kar je služilo za podlago dobi razcveta pod Poljsko-litovskim združenjem v 16. stoletju (Lublinska unija in nastanek Republike obeh Narodov). V tej dobi so prebivalci dežele uvedli velik pomen svobode in parlamentarnega političnega sistema, kljub temu da je večino pridobitev izkoriščala t. i. Šlahta (Szlachta), premožen in vpliven sloj prebivalstva. Od takrat naj bi Poljaki visoko cenili svobodo kot zelo pomembno vrednoto, zaradi česar sami sebe še danes imenujejo narod svobodnih ljudi.
Nemirna doba 17. stoletja, znana kot Potop, je prinesla švedsko zasedbo. V tem času so se – vse do leta 1699 - na Poljskem bíle tudi mnoge bitke z Osmanskim cesarstvom, Rusijo, Kozaki, Transilvanijo in Prusijo. Naslednjih 80 let je prineslo zaton centralne uprave ter šibkost nekaterih pomembnih institucij, zaradi česar je država zašla v skorajšnjo anarhijo in vse večjo odvisnost od Rusije. Slednje je bilo zlasti posledica dejstva, da je v parlamentu Republike obeh Narodov sleherni član lahko dal veto na vsako odločitev, množico teh pa je v prav ta namen podkupil ruski car. Tako skozi glasovanje v parlamentu niso prišle reforme, ki bi nadalje razvijale državni sistem.
V obdobju razsvetljenstva je pomembno vlogo za razvoj dežele igralo gibanje za politično prenovo, ki je napisalo prvo evropsko ustavo leta 1791 (Ustava tretjega maja Republike obeh Narodov). Proces reformiranja se je zaključil z razpadom Poljsko-litovske unije ter razdelitvijo poljskega ozemlja med Rusijo, Prusijo in Avstrijo v letih 1772, 1793 in 1795. To obdobje je zaznamovalo več vstaj Poljakov proti okupatorjem.
Država je bila novo oblikovana v času Napoleona in sicer kot Varšavska vojvodina. Slednja se je po padcu Napoleonove vladavine preobrazila v Kongresno Poljsko, ki je temeljilo na liberalni ustavi. S časom so ruski carji oklestili poljsko samostojnost in Rusija si je kasneje priključila kraljestvo.
Prva svetovna vojna je Poljski prinesla novo priložnost za samostojnost, saj so bile okupatorske države po vojni politično in tehnično oslabljene. Zmagovalci vojne so se strinjali o razdelitvi, ki jo je v eni izmed Štirinajstih točk predlagal ameriški predsednik Woodrow Wilson. Po predaji Nemčije 1918 je nastala nova država, Druga poljska republika. Novo nevarnost suverenosti pa je pomenila Sovjetska zveza, s katero se je Poljska zapletla v poljsko-sovjetsko vojno leta 1919 in po sporazumu ohranila samostojnost.
Druga poljska republika je trajala do druge svetovne vojne, ko sta si jo 28. septembra 1939 sporazumno razdelili Nemčija in Sovjetska zveza. Poljska je v obdobju svetovne vojne doživela hude izgube na vseh področjih: izmed evropskih narodov je v vojni po deležih prebivalstva padlo največ Poljakov, in sicer več kot 6 milijonov, od tega polovica Judje. Po vojni se je poljska država geografsko premestila proti zahodu, in sicer do reke Odre (zahodna meja) ter Curzonove črte (vzhodna meja). Po tem premiku je Poljska izgubila 76.000 km2 (20 %) svojega predvojnega ozemlja, ti premiki meja pa so pomenili obsežne migracije Poljakov, Nemcev, Ukrajincev ter Judov.
Povojno obdobje je na Poljsko prineslo komunistični režim, podoben vsem ostalim vzhodnega bloka; leta 1948 je oblikovanje sistema po stalinističnem režimu pomenilo novo totalitarno vladavino. Ljudska republika Poljska, kot je bilo ime novi državi, je bila razglašena leta 1952. Štiri leta kasneje je politika države postala nekoliko bolj liberalna, zaradi česar je bilo med drugim pomiloščenih mnogo zapornikov. Istega leta pa je prišlo tudi do krvavo zadušene delavske vstaje v Poznanu, ki danes velja za prvo pomembno znamenje notranjega odpora proti vzhodnemu komunističnemu sistemu in začetek dolgoletnega rušenja slednjega. Delavski nemiri leta 1980 so vodili k ustanovitvi poljskega sindikata Solidarność, ki je s časom postal močna politična sila. Okrnil je prevlado Komunistične partije in leta 1989 slavil zmago na parlamentarnih volitvah. Leto kasneje je kandidat Solidarnosti Lech Wałęsa postal predsednik države.
Trda državna politika ekonomije po demokratizaciji v začetku devetdesetih je omogočila Poljski utrditev domačega gospodarstva. Kljub posameznemu dodatnemu nazadovanju socialnih in ekonomskih standardov se je v tem obdobju izboljšal demokratični vidik sistema, v primerjavi z drugimi vzhodnoevropskimi državami pa je Poljska najhitreje dvignila svoj bruto domači proizvod (BDP) na raven pred letom 1989.
Leta 1999 se je Poljska vključila v zvezo NATO, junija 2003 pa so Poljaki izglasovali tudi pristop k Evropski uniji; slednja se je zgodila 1. maja 2004.

## Geografija

### Pokrajina
Poljska skoraj v celoti leži na 500 km širokem delu severnoevropskega nižavja, povprečna višina države je 173 metrov. Južna meja poteka po gorovjih Sudeti in Karpati (tudi gorovje Tatre, kjer je najti najvišji vrh države, Rysy z 2499 metri). Država je največkrat razdeljena na pet naravnih topografskih območij.
Največje izmed teh je osrednje nemško-poljsko nižavje, ki se širi iz zahoda proti vzhodu. To je ravninsko področje, ki ga je v obdobju Viselske poledenitve prekrival celinski ledenik, danes pa so nekoč jezerske kotanje že zasute s sedimenti. Osrednje nižavje seka več rek, med katerimi sta najpomembnejši Odra, ki teče čez Šlezijsko nižavje, in Visla, ki teče čez nižavje vzhodnega dela osrednje Poljske. 
Proti jugu sledi niz čelnih moren iz viselske poledenitve, ki se v obliki gozdnatih hrbtov vleče od zahoda proti vzhodu z najvišjim vrhom Wieźyca (329 m). pred njimi so ledeniške vode nasule obsežne peščene ravnine (imenovane sanderji), porasle z resavami in borovimi gozdovi. Naprej proti jugu sledijo mokrotne pradoline nekdanjih rek, ki so tekle ob ledenikih. Največja je Varšavsko-Berlinska pradolina.
Ko se morensko pokrajina konča, se teren počasi dviga proti nizkim srednjepoljskim višavjem, ki so ostanek Hercinskega gorovja, prekriti z mezozojskimi kamninami in puhlico. Nizko hribovje deli reka Visla v Šlezijsko višavje in Lublinsko višavje. Najvišji delo so Świetokrzyskie Góry z vrhom Lysica (612 m).
Južno od tega nižavja je malopoljsko višavje, ki je začetek višjih gora nekoliko južneje. Znano je po svojih zalogah fosilnih goriv, zlasti premoga, ki so omogočile razvoj obsežne industrije v Šleziji. Po južni meji države se razprostira visokogorje, ki ga sestavljajo Sudeti na zahodu in Karpati na vzhodu. Slednji predstavljajo najbolj slikovito gorovje v državi.
Severni del države prekriva veliko jezersko območje, ki so ga oblikovali pleistocenski ledeniki, tu pa leži tudi znana Mazurija in Pomorjansko. Še bolj severno se dežela stika z Baltskim morjem, tu pa je področje obalnih ravnic iz morskih sedimentov. Dva večja zaliva, ki jih je najti tu, sta Pomorjanski in Gdanski. V bližini Gdanska reka Visla ustvarja obsežno rečno delto.
Poljsko prečka nekaj večjih evropskih rek: Visla (Wisła), Odra, Varta in Bug. Pomembna lastnost je tudi nekaj več kot 9300 jezer, ki so posledica ledeniške dejavnosti in se v večji meri nahajajo na severu države, še zlasti v Mazurskem vojvodstvu, ki slovi po svojih jezerih. Velik del površja dežele je pokrit z gozdovi.

### Podnebje
Poljsko podnebje je vsota različnih zračnih mas. Tako vlažni morski zrak prihaja iznad Atlantika preko Zahodne Evrope, arktični zrak iznad severnih predelov Atlantskega oceana, subtropski zrak pa iz področij nad južnim Atlantikom. Kljub temu da prevladujejo hladni zračni tokovi severa, redni vdori drugih zračnih mas ustvarjajo zmerno toplo podnebje; ko pride do izostanka teh zračnih mas, se zimske temperature lahko spustijo tudi do -40 °C.
Poljska pomlad se prične aprila, medtem ko se poletni meseci začno z junijem in končajo z avgustom; to je čas toplejšega vremena, zlasti med pihanjem južnih vetrov. Prehod v zimo se začne s prihodom vlage in hladnega zraka v novembru. Preostanek leta zasedajo zimski meseci, obdobje mraza in snežnih padavin. Količina teh je sicer zaradi odmaknjenosti dežele v notranjost celine razmeroma majhna.
Povprečna letna temperatura države se giblje med 6 °C na severovzhodu in 8 °C na jugozahodu; pri vrhovih gora pa se povprečna letna temperatura nahaja tudi pod lediščem. Nekoliko drugačne temperaturne vzorce je najti ob obalah Baltskega morja, kjer so poletja hladnejša in zime toplejše od državnega temperaturnega povprečja.
Letna količina padavin za Poljsko je 600 milimetrov. Tu najbolj odstopajo gorski predeli, ki na določenih področjih prejmejo več od 1300 mm, pa tudi določena ozemlja ob Visli, katerih padavinski stolpec se spusti pod 500 mm. V zimskem času ima več kot polovica padavin v nižavju in vse padavine v gorovju obliko snega. Količina padavin je v poletnem času dvakrat tolikšna kot v zimskem.

### Naravna bogastva
Poljska razpolaga z velikimi količinami premoga in zato predstavlja eno vodilnih evropskih izvoznic slednjega. Druga naravna bogastva sestavljajo zaloge sulfatov, bakra, zemeljskega plina, železa, cinka, svinca in soli.
Velik pomen ima kmetijstvo. 47 % vse površine države je primerne za obdelovanje, stalni posevki zavzemajo 1 %, stalne pašne površine 13 %, gozdne površine pa 29 %. Namakanih površin je okoli 1000 km² (podatek 1993).

### Okoljski problemi in sporazumi
Poljska je v času vladavine komunizma prešla močan razvoj težke industrije. Posledice te danes predstavljajo največji okoljski problem, kljub zatonu težke industrije po letu 1989 in kasnejši večji skrbi za ekološko problematiko. Problem ostaja onesnaževanje zraka z žveplovim dioksidom, ki ga ustvarjajo termo-elektrarne, ter posledičen kisli dež, ki povzroča škodo na gozdovih. Onesnaževanje tal povzročajo odplake iz mest in industrijskih središč.
Poljska je podpisnica sporazumov o onesnaževanju zraka, o Antarktiki, o biotski raznovrstnosti, podnebnih spremembah, ogroženih vrstah, spreminjanju okolja, nevarnih odpadkih, pomorskem pravu, odlaganju odpadkov v morje, poskusih z jedrskim orožjem, varovanju ozonske plasti in mokriščih. Podpisala, ne pa tudi ratificirala, je še sporazume o onesnaževanju zraka z dušikovimi oksidi, z obstojnimi organskimi snovmi, s sulfati ter Kjotski protokol.

### Narodni parki
Poljska ima 23 narodnih parkov s skupno površino 314.527 ha (3145,27 km²).
Narodni parki:
- Narodni park Babia Góra
- Narodni park Beloveška pušča
- Narodni park Biebrza
- Narodni park Bieszczady
- Narodni park gozd Tučola
- Narodni park Dravno
- Narodni park Gorce
- Narodni park Stołowe
- Narodni park Kampinos
- Narodni park Krkonoši
- Narodni park Magura
- Narodni park Narev
- Narodni park Ojcov
- Narodni park Pienini
- Narodni park Polesje
- Narodni park Roztocze
- Slovinski narodni park
- Svetokriški narodni park
- Narodni park Tatre
- Narodni park Ujšcie Warty
- Velikopolski narodni park
- Narodni park Vigri
- Narodni park Volin

## Uprava in politika
Poljska je demokratična republika z ustavo, ki v trenutni različici obstaja od leta 1997.

### Veje oblasti
Vladno strukturo vodi kabinet ministrov na čelu z ministrskim predsednikom. Ministre imenuje predsednik države glede na predloge premiera, navadno pa izhajajo iz vladajoče koalicije v spodnjem zakonodajnem domu. Poglavar države je predsednik, ki ga volilni upravičenci volijo vsakih pet let.
Poljski volivci volijo člane dvodomnega parlamenta (narodni zbor, poljsko Zgromadzenie Narodowe), ki sestoji iz 460 članov spodnjega doma (Sejm) in 100 članov senata. Člani spodnjega doma so izbrani po proporcionalnem volilnem sistemu, v dom pa se lahko vključijo le stranke, ki so na volitvah dosegle vsaj 5 % glasov (z izjemo predstavnikov manjšine).
Pravosodna oblastna veja ima manjšo vlogo pri vodenju države. Osrednji instituciji sta višje sodišče (sodnike določi predsednik republike na predlog Narodnega zbora za pravosodje, za nedoločen čas) in ustavno sodišče (sodnike določi sejm za obdobje devetih let). Ombudsmana oziroma komisarja za človekove pravice (Rzecznik Praw Obywatelskich) imenuje sejm za obdobje petih let. Ta ima dolžnost varovanja človekovih pravic in nadzora nad izvajanjem z njimi povezanih zakonov, prav tako pa bdi nad izvajanjem socialnih pravic.

### Upravna razdelitev
Poljska je razdeljena na vojvodstva (województwo) kot administrativne enote. Vojvodstvo je na Poljskem razdelitvena enota vse od 14. stoletja. Po Aktu o reorganizaciji lokalne uprave iz leta 1998 je bilo ustanovljenih 16 vojvodstev kot nadomestilo za poprejšnjih 49, ki so obstajala od 1. julija 1975.
Današnje administrativne enote so bile oblikovane zlasti na podlagi zgodovinskih pomenov in vlog pokrajin, medtem ko je razdelitev med letoma 1975 in 1998 temeljila predvsem na položaju mestnih središč. Trenutna vojvodstva se po površini raztezajo od okoli 10.000 km² (Opoljsko vojvodstvo) do več kot 35.000 km² (Mazovijsko vojvodstvo), po številu prebivalcev pa od milijona (Lubuško vojvodstvo) do preko petih milijonov (Mazovijsko vojvodstvo).
Vojvodstva - Glavno mesta:
- Kujavsko-pomorjansko vojvodstvo (Kujawsko-Pomorskie) - Bydgoszcz (Bydgoszcz), Torunj (Toruń)
- Loško vojvodstvo (Łódzkie) - Lodž (Łódź)
- Lublinsko vojvodstvo (Lubelskie) - Lublin
- Lubuško vojvodstvo (Lubuskie) - Gorzów Wielkopolski, Zielona Góra
- Malopoljsko vojvodstvo (Małopolskie) - Krakov (Kraków)
- Mazovijsko vojvodstvo (Mazowieckie) - Varšava (Warszawa)
- Opoljsko vojvodstvo (Opolskie) - Opole
- Podkarpatsko vojvodstvo (Podkarpackie) - Rzeszów
- Podlaško vojvodstvo (Podlaskie) - Białystok
- Pomorjansko vojvodstvo (Pomorskie) - Gdansk
- Spodnješlezijsko vojvodstvo (Dolnośląskie) - Vroclav (Wrocław)
- Svetokriško vojvodstvo (Świętokrzyskie) - Kielce
- Šlezijsko vojvodstvo (Śląskie) - Katovice (Katowice)
- Varminsko-mazursko vojvodstvo (Warmińsko-Mazurskie) - Olsztyn
- Velikopoljsko vojvodstvo (Wielkopolskie) - Poznan
- Zahodnopomorjansko vojvodstvo (Zachodniopomorskie) - Szczecin

### Mednarodne povezave
Poljska je postala polnopravna članica zveze NATO marca 1999, Evropske unije pa maja 2004. Svojo zavzetost za vstop v NATO je država izkazovala z odločnim sodelovanjem v Partnerstvu za mir, zaradi česar je bila v zvezo povabljena ob njenem prvem širitvenem krogu na vrhu zveze julija 1997 v Madridu. Ravno tako si je Poljska po razpadu Vzhodnega bloka prizadevala za hitro ponovno integracijo v Zahodno ekonomijo, zato se je hitro, leta 1994, pridružila Zahodnoevropski uniji. Leta 1996 je prejela polnopravno članstvo v Organizaciji za gospodarsko sodelovanje in razvoj. Vkup z ostalimi članicami Višegrajske skupine je država 1. maja 2004 vstopila tudi v Evropsko unijo.
Politične spremembe, ki so končale hladno vojno in spremenile politični zemljevid Srednje Evrope, so prinesle odprte politične odnose med državami propadlega bloka. Poljska je sklenila mednarodne pogodbe z vsemi sedmimi sosedami, posebne sporazume pa še z Litvo in Ukrajino, in sicer z namenom integracije teh dveh držav v evropske sisteme.
Poljska je tudi članica Organizacije za varnost in sodelovanje v Evropi ter aktivna udeleženka invazije na Irak leta 2003 oziroma Koalicije voljnih.

### Poljska mesta
Deset največjih poljskih mest:
| #   | Slika | Mesto     | Prebivalcev (30. junij 2010) | Vojvodstvo                      |
| --- | ----- | --------- | ---------------------------- | ------------------------------- |
| 1.  |       | Varšava   | 1.716.855                    | Mazovijsko vojvodstvo           |
| 2.  |       | Krakov    | 755.546                      | Malopoljsko vojvodstvo          |
| 3.  |       | Lodž      | 739.832                      | Loško vojvodstvo                |
| 4.  |       | Vroclav   | 632.561                      | Spodnješlezijsko vojvodstvo     |
| 5.  |       | Poznan    | 552.735                      | Velikopoljsko vojvodstvo        |
| 6.  |       | Gdansk    | 456.874                      | Pomorjansko vojvodstvo          |
| 7.  |       | Szczecin  | 405.944                      | Zahodnopomorjansko vojvodstvo   |
| 8.  |       | Bydgoszcz | 356.936                      | Kujavsko-pomorjansko vojvodstvo |
| 9.  |       | Lublin    | 348.961                      | Lublinsko vojvodstvo            |
| 10. |       | Katovice  | 307.699                      | Šlezijsko vojvodstvo            |

## Gospodarstvo
Poljska je po demokratizaciji sistema izvedla hitro in intenzivno liberalizacijo gospodarstva, zaradi česar je danes primer agresivnega ekonomskega modela po ameriškem zgledu. Poljsko gospodarstvo je mešana gospodarstva - sestavljen je iz obeh dveh sektorjev - javnega in zasebnega.
Privatizacija malih in srednjih podjetij v državni lasti in liberalna zakonodaja glede ustanavljanja novih družb sta omogočili hiter razvoj agresivnega privatnega sektorja, katerega podlaga so bile poprej ustanovljene organizacije za varstvo potrošnikov. V teku je tudi privatizacija občutljivih sektorjev, kot je rudarstvo, kovinarstvo, železniško omrežje in energetika). Najbolj odmevni potezi sta bili odkup narodnega telefonskega operaterja (2000; kupec je bil francoski Telekom) in prodaja 30-odstotnega deleža največje poljske banke PKO BP na narodni borzi (2004).
Država ima velik kmetijski sektor, ki bi po nekaterih napovedih lahko predstavljal enega pomembnejših proizvajalcev hrane za Evropsko unijo.
Gospodarske težave povzročajo strukturne reforme v zdravstvu, izobraževalnem sistemu, pokojninskem sistemu in državni upravi, saj prihaja do finančnih pritiskov, ki so večji od pričakovanih.
Rast bruto družbenega proizvoda (BDP) je bila precejšnja med letoma 1993 in 2000 ter nekoliko manjša v letih 2001 in 2002. Od leta 2002 dalje se je ekonomska rast povečevala do 5,4 % leta 2004, pričakovana rast za leto 2005 pa je okoli 3,7 %.
Poljska ima negativno stanje v zunanji trgovini.
Državna denarna valuta je zlatnik (złoty). Po vstopu v EU se Poljska pripravlja še na vstop v območje ene denarne valute, evra. Slednji se po predvidevanjih ima zgoditi med letoma 2009 in 2013. Po vstopu v Evropsko unijo mnogo mladih zapušča državo zaradi iskanja boljšega življenjskega standarda, ki ga iščejo predvsem na Irskem.

### Turizem
Leta 2015, poljski prihodki od turizma znašali 12,3 milijarde ameriških dolarjev, kar je okoli 6% poljskega BDP. Glavne turistične destinacije na Poljskem večja mesta in naravna območja. Hotelska baza je dobro razvit, najbolje v gorah, ob morju in v velikih mestih, npr. Varšava, Krakov in Szczecin.
Glavne turistične znamenitosti so: Varšava, Krakov, Wieliczka, Zakopane, Oświęcim, Vroclav, Poznan, Gniezno, Gorzów Wielkopolski, Szczecin, Świnoujście, Gdansk, Gdynia, Torunj, Bydgoszcz, Lublin, Čenstohova in prav tako Lodž, Łowicz, Uniejów, Nowy Targ, Katovice, Opole, Głogów, Zielona Góra, Stargard, Hel, Ustka, Frombork, Kętrzyn, Bartoszyce, Brodnica, Białystok, Hajnówka, Zamość, Kielce, Tarnobrzeg in Sandomierz.
Naravne vrednote v turizmu: Karpati (zlasti Visoke Tatre - Narodni park Tatra), Krkonoši - Narodni park Karkonosze, Visla, Odra, Baltsko morje (zlasti Narodni Park Wolin in Slovinski narodni park), Beloveška pušča (Narodni park Bialowieza).

## Demografija
Poljska je bila skozi zgodovino prebivališče mnogih jezikov, kultur in ver. Po 2. svetovni vojni je sprememba meja, pa tudi migracije, Poljsko spremenila v etnično zelo homogeno državo. 96,74 % prebivalcev se izreka za Poljake, le 1,23 % prebivalcev se pripisuje drugim narodnostim, za preostanek pa narodnost ni znana (podatek 2002).
Uradne narodne manjšine v državi so Armenci, Belorusi, Čehi, Judi, Litovci, Nemci, Rusi, Slovaki in Ukrajinci, uradne narodnostne manjšine pa so Karaimi, Lemki, Romi in Tatari.
Uradni jezik države je poljščina, ki sodi na zahodno vejo slovanskih jezikov. Poleg tega za pomožne uradne jezike so bili priznani jeziki narodnih manjšin na območjih njihove strnjene naselitve ter kašubščina, ki jo govorijo Poljaki v Pomorjanskem vojvodstvu.
Poljska je država z visoko uveljavljeno religijo: velika večina Poljakov je rimsko-katoliške veroizpovedi, 75 % prebivalstva pa so aktivni katoličani. Preostali verniki pripadajo judovski, pravoslavni in protestantski manjšini.

## Promet in telekomunikacije
Glede na zahodnoevropske standarde ima Poljska slabo razvito omrežje cest, vodnih in železniških poti. Skupna dolžina poljskih cest znaša 364.657 km, skupna dolžina železnic pa 23.420 km. V državi je registriranih okoli 9.283.000 osebnih avtomobilov ter okoli 1.762.000 tovornih vozil in avtobusov (2000).
Poljska ima 8 večjih letališč, skupno pa 122 letališč. Skupna dolžina prevoznih rek in drugih vodnih poti je 3812 km. Trgovsko ladjevje države sestoji iz 144 ladij ter dodatnih 100 ladij, ki so registrirane v drugih državah. Glavna pristanišča so Gdansk, Gdynia, Szczecin, Świnoujście, Police, Kołobrzeg, Ustka, Varšava in Vroclav.
Leta 2000 je bil Telekomov delež v BDP 4,4 % (2,5 % leta 1996). Kljub visokemu porastu uporabe telefonskih linij (282 na tisoč prebivalcev leta 2000, 78 na tisoč prebivalcev leta 1989) je telefonska infrastruktura razmeroma slabo razvita.